# Латышево (Островский район)
Латышево — деревня в Бережанской волости Островского района Псковской области.
Расположена на правом берегу реки Веда (левый приток Великой), в 17 км к северо-западу от центра города Остров и в 9 км к северо-западу от деревни Рубилово.
Постоянное население по состоянию на 2000 год в деревне отсутствовало.
До 2005 года деревня входила в состав ныне упразднённой Калининской волости с центром в д. Рубилово.